# ماجد بلال (لاعب كرة قدم)
ماجد بلال (بالإنجليزية: Majed Belal)‏؛ مواليد 6 سبتمبر 1984 في جدة، السعودية، هو لاعب كرة قدم سعودي .
سبق له اللعب لأندية جدة والوحدة و نجران والأنصار و الحزم والرياض و الكوكب والحجاز .